# Pediaspis aceris
Espèce
Pediaspis aceris est un insecte hyménoptère de la famille des cynipidés provoquant la formation de galles que l'on trouve sur les feuilles de l'Érable sycomore.
Ces guêpes présentent un cycle de vie complexe avec des générations alternantes. Les galles racinaires de la génération agame sont d’abord tendres, puis deviennent ligneuses. À partir des galles mûres à l’automne, les guêpes adultes peuvent émerger à l’automne de la troisième année suivante, ce qui constitue un exemple remarquable de développement retardé chez les insectes galligènes. Leurs galles foliaires, souvent visibles sous forme de petites structures arrondies sur la face inférieure des feuilles d’érable, représentent simplement l’autre phase de leur cycle de vie, au cours de laquelle se développent les individus des générations sexuelles.
Il est également intéressant, en ce qui concerne Pediaspis aceris, au-delà du fait qu’il s’agit de la seule espèce connue de son genre, de noter qu’elle est aussi le parent le plus proche des Diplolepidinae au sein de la famille des Diplolepididae.